# Polonia (trein)

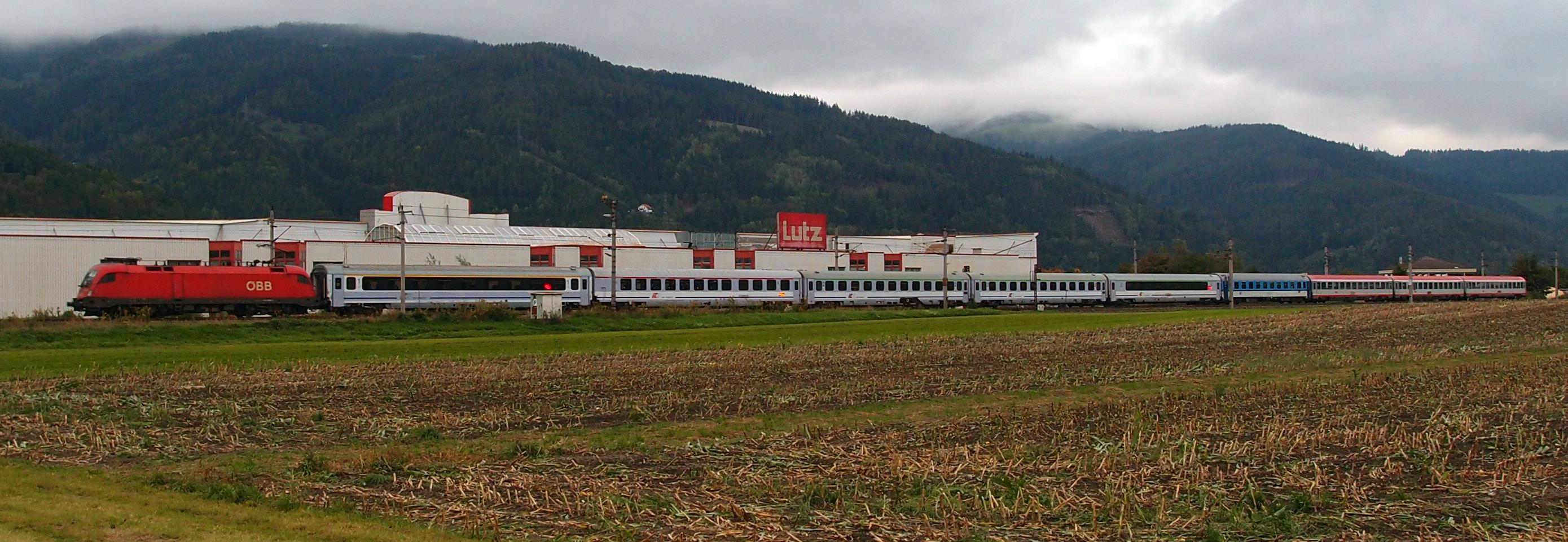
EC103 Polonia

De Polonia is een internationale trein tussen Warschau en Wenen via Tsjechië. De naam van de trein verwijst naar Polen waar de trein vanuit Wenen gezien naartoe rijdt.

## EuroCity
De EC Polonia werd op 1 juni 1997 als tweede directe verbinding tussen Polen en Oostenrijk in het EuroCity-net opgenomen. Net als de EC Sobieski rijdt de EC Polonia via de grensovergang Petrovice bijBohumín in het noordoosten van Tsjechië. Door deze capaciteitsuitbreiding konden de reizigers nu zowel 's morgens als 's middags in beide richtingen over een EuroCity-verbinding beschikken.
| EC 103 | land       | station                | km  | EC 102 |
| ------ | ---------- | ---------------------- | --- | ------ |
| 05:48  | Polen      | Warszawa Wschodnia     | 0   | 22:18  |
| 06:00  | Polen      | Warszawa Centralna     | 5   | 22:08  |
| 08:32  | Polen      | Katowice               | 298 | 19:25  |
| 09:43  | Polen      | Zebrzydowice           | 372 | 18:33  |
| 09:50  | Tsjechië   | Petrovice              | 378 | 18:25  |
| 10:18  | Tsjechië   | Ostrava hlavní nádraží | 400 | 17:51  |
| 11:10  | Tsjechië   | Přerov                 | 484 | 16:57  |
|        | Tsjechië   | Otrokovice             | 534 |        |
|        | Tsjechië   | Staré Město            | 552 |        |
|        | Tsjechië   | Hodonín                | 586 |        |
| 12:08  | Tsjechië   | Břeclav                | 606 | 15:58  |
|        | Oostenrijk | Hohenau                | 625 |        |
|        | Oostenrijk | Wien Simmering         | 684 |        |
| 13:28  | Oostenrijk | Wien Südbahnhof        | 695 | 14:33  |